# ホープスター・ON型4WD
ホープスター・ON型4WDは、ホープ自動車（のち「ホープ」・2017年倒産）が1967年（昭和42年）から1968年（昭和43年）まで製造販売された四輪駆動の軽自動車SUVだった。ホープスター・ON360とも呼ばれる。日本に現存する車体は、現在3台ある。零細企業故に資金体力の制約から、本格的な量産化が実現しなかった。

当時の軽自動車規格の四輪駆動車と云うニッチなコンセプトは、鈴木修に依って鈴木自動車工業（現・スズキ）へと引き継がれた。これがスズキ・ジムニーで、本格的な量産車として成功を納め、現在に至っている。このため、ON360は「ジムニーの原型」（プロトタイプ）として認知されている。

## 概要
当時の軽免許で運転出来る「四輪駆動不整地用万能車」として開発された。ラダーフレームであり、3分割で作られたボディーは、殆ど手作業で作られたものである。ラダーフレームの上にエンジンを高く搭載することで、悪路での高い走破性を実現している(『360cc軽自動車のすべて』三栄書房76頁参照)。エンジンは、三菱重工業（以下三菱重工）製のME24型空冷2サイクルエンジンを搭載した。また、駆動部は三菱自動車系（1967年当時は三菱重工の自動車事業部門）のものが多く流用されており、リアアクスルはコルト1000のものを、トランスミッションはミニカのものを流用している。駐車ブレーキは、トランスファーのセンターブレーキとリアのホイールシリンダーを手動で制動するものの2系統ある。タイヤは、ジープと同じ6.00-16インチを採用した。

## 歴史

### 開発
ホープ自動車は、自動車修理工場主から身を起こした小野定良が1951年に個人で創業した新興企業であり、1953年に軽自動三輪車ホープスターを発売した。その後軽三輪メーカーとして台頭し、一時は軽オート三輪の分野でダイハツ工業や東洋工業（現・マツダ）と肩を並べる存在となった。しかし、エンジンを自社生産せず社外製に頼っていたことから、富士自動車（富士重工業〈現・SUBARU〉とは別会社。現・コマツユーティリティ）から供給されたエンジンの強度不足問題が経営に影響を及ぼし、1965年に自動車の生産から撤退した。
その後、経営規模縮小と、遊園地の遊具生産という新しいニッチビジネスへのシフトで経営を立て直したホープ自動車では、再び自動車の生産を目指し、社長の小野定良が発案した、軽免許で運転できる四輪駆動不整地用万能車を開発した。それがホープスター・ON型4WDである。
1968年8月15-16日には、富士山において性能テストを行った。リアタイヤをダブルタイヤとしてチェーンを巻いた車両で、5合目まで登ることに成功した。この時には、すでにスズキへの譲渡契約が締結されていたため、このテストにスズキの技術者が同行している。

### 販売
1967年12月に販売を開始した。主に山間部や積雪のある地域での医師の往診用などとして販売された。三菱から購入したエンジンの台数から100台ほど生産されたと考えられている。そのうちの何台かは、商社が買い取り東南アジアへ輸出された。カタログや販売促進用の8mmフィルムを作って販路も広げたが、売れ行きは良くなかった。結局ホープは、このホープスター・ON型4WDを最後に自動車生産から完全に撤退することとなった。
なお、ON360の品質や商品性について、四輪駆動車専門雑誌『4x4 Magazine』『クロスカントリー・ビーグル』編集長であった自動車評論家の石川雄一は、「ON360はひどい内容で、商品としては成り立たなかった」「重要保安部品に構造的な欠陥がある設計」と断じている。石川はかつて現存するON360を取材のため数か月間預かって使用したが、判明した限りでも次のような欠陥があったという。
- 燃料計は、車体最後尾のタンク外側に透明ビニール管の液面計を露出させただけのもので、ガソリン漏れ事故の危険があった。
- ステアリング機構のシャーシ固定脆弱性（安全面に重大な影響がある）
  - さらにその修繕をきっかけに、シャーシ肉厚自体がもともと不十分であることがわかった。

### ジムニーへ
自社での生産をあきらめたため、この車の製造権の売却をエンジン等の供給メーカーである三菱重工業へ打診した。しかし、三菱はこれを断った。そのため、小野は製造権売却の話を鈴木自動車の東京支社へ持ち込む。この時の責任者が当時常務で、小野とも以前から親交のあったのちのスズキ会長・鈴木修だった。鈴木は小野の話を聞いて軽四輪駆動車に興味を示し、約1200万円で製造権を買い取ることを決断した。1968年8月6日に製造権譲渡契約が結ばれたが、この時、設計図に加えてスズキ製キャリイ用エンジンを搭載したON型4WDを5台納入するという条件で行われている。
ON型の製造権を買った当初、社内では製造を諦めた車の製造権を買った事に非難轟々で、鈴木修は「道楽で(製造権を)買った」とまで言われていた。
この結果、ON型の基本コンセプトを踏襲しつつも、全面的な改設計によって1970年に誕生したのがジムニーである。
トヨタ・ランドクルーザー等大型の四輪駆動が支流だった当時、軽四輪駆動車のジムニーの登場は衝撃的で、大ヒットを記録し、社内の批判を覆す結果となる。8ミリの映像でホープスターON型4WDの機動性を目の当たりにした鈴木修の先見の明が功を奏したのである。
その後モデルチェンジを繰り返し、現在に至る。